# Ahmad Massoud
Ahmad Massoud (Dari/Pashto: احمد مسعود; sinh ngayd 10 tháng 7 năm 1989) là một chính trị gia người Afghanistan, người đã sáng lập ra Mặt trận kháng chiến quốc gia Afghanistan (NRF). Ông là con trai của nhà lãnh đạo quân sự chống Liên Xô nổi tiếng Ahmad Shah Massoud. Ahmad Massoud được bổ nhiệm làm giám đốc điều hành quỹ Massoud vào tháng 11 năm 2016. Vào ngày 5 tháng 9 năm 2019, ông được tuyên bố là người kế vị cha mình tại thành trì của ông ở thung lũng Panjshir.

## Đầu đời
Sinh năm 1989, Ahmad Massoud là con trai duy nhất và là con trưởng trong gia đình sáu người con của Ahmad Shah Massoud.
Sau khi hoàn thành chương trình học trung học ở Iran, Massoud đã dành một năm để tham gia khóa học quân sự tại Học viện Quân sự Hoàng gia Sandhurst ở Sandhurst, Berkshire, vương quốc Anh. Năm 2012, ông có bằng về nghiên cứu Chiến tranh tại Đại học Hoàng đế Luân Đôn, nơi mà ông có bằng cử nhân vào năm 2015. Đến năm 2016, ông tiếp tục có bằng thạc sĩ Chính trị Quốc tế tại City, Đại học London. Luận văn đại học và sau đại học của ông đều là về chủ đề Taliban..

## Sự nghiệp
Massoud trở về Afghanistan và được bổ nhiệm làm Giám đốc điều hành của Quỹ Massoud vào năm 2016. Kể từ tháng 3 năm 2019, Massoud chính thức tham gia chính trường, một động thái được nhiều người mong đợi về một người được gọi là "số mệnh" ở Panjshir. Ông đã tán thành ý tưởng của cha mình về mô hình Thụy Sĩ cho các mối quan hệ quyền lực nội bộ ở Afghanistan, rằng sự phi tập trung hóa của chính phủ và sự phi tập trung quyền lực từ Kabul sẽ giúp phân bổ hiệu quả hơn các nguồn lực và thẩm quyền cho các tỉnh trong cả nước, từ đó mang lại sự thịnh vượng và ổn định cho đất nước nói chung.
Ông cũng đã phản đối Tiến trình hòa bình tại Afghanistan vào năm 2019, điều mà ông tin rằng không đại diện cho lợi ích của tất cả người dân Afghanistan. Vào tháng 9 năm đó, ông tuyên bố thành lập một liên minh mới gồm các nhà lãnh đạo Mujahideen theo mô hình Liên minh phương Bắc chống lại Taliban trong những năm 1990. Liên minh này được gọi là Kháng chiến thứ hai hoặc Kháng chiến Panjshir, trở thành một trong nhiều lực lượng quân sự độc lập được xây dựng trước khi Hoa Kỳ rút quân khỏi Afghanistan. Sau khi phần lớn đất nước đã rơi vào tay Taliban trong các cuộc tấn công năm 2021, Massoud và Phó tổng thống thứ nhất Afganistan Amrullah Saleh gặp nhau tại thung lũng Panjshir và tuyên bố bác bỏ quyền lãnh đạo của Taliban. Ông kêu gọi Hoa Kỳ ủng hộ quân sự và hậu cần cho lực lượng của mình. Trong số các lý do được đưa ra, ông liệt kê sự cần thiết phải bảo vệ quyền phụ nữ, ngăn chặn các vụ hành quyết nơi công cộng và tránh việc để lại nơi trú ẩn an toàn ở Afghanistan cho những kẻ khủng bố quốc tế.